# Гражданин (политическая партия)
Политическая партия «Гражданин» (до октября 2015 года — Партия государственного нейтралитета Украины; ПГНУ) — политическая партия Украины, зарегистрированная 13 октября 2004 года под №99.

## Идеология
Партия настаивает на создании демократической экономически развитой страны, заданий которой будет состоять в улучшении достатка населения, в остановке движения Украины в направлении военных блоков, углублении культурного, политического и экономического сотрудничества с соседями, выступает за возрождения духовности сообщества, усовершенствование политической системы, достижения устойчивого экономического развития, социального обеспечения населения, поднятия авторитета страны в мире.

## История
4 июня 2004 года в Киеве состоялось учредительное собрание Партии государственного нейтралитета Украины (ПГНУ). ПГНУ взяла за основу своей программы тезис из Декларации о государственном суверенитете Украины. В ней отмечается, что Украина «торжественно провозглашает про свое намерение стать в будущем постоянно нейтральным государством, которое не принимает участия в военных блоках и придерживается трёх неядерных принципов: не принимать, не производить и не приобретать ядерное вооружение».
В выборах в Верховную Раду Украины (2006 года) ПГНУ участия не принимала. Основную деятельность партия проводила на территории АР Крым. На местных выборах 2006 года в Крыму объединялась в блок с пророссийскими силами – вошла в состав «Блока Куницина». Согласно подписанному соглашению нормы представительства кандидатов в депутаты парламента автономии от ПГНУ в блоке составляли 5 человек, в местные органы власти – 4%.
Позднее полномочия исполняющего обязанности главы партии сложила Григорьева Ольга Александровна. Преемником стал Плакида Андрей Алексеевич.
В октябре 2015 года партия сменила название на Политическая партия «Гражданин».

## Символика
Девиз партии «Гражданин» — слова «Нейтралитет — выбор Украины» (национальная идея, с помощью которой партия «Гражданин» хочет навсегда заложить фундамент стабильности украинского общества).
Символика партии «Гражданин»:
- распознавательный знак, который имеет изображение в форме овала (контурная карта Украины с выделением её границ относительно трёх полярных мировоззрений и культур (европейской, евроазиатской и мусульманской)). Посредине изображения — контурная карта Украины белого цвета (основной цвет эмблемы), вокруг которой расположены три блока одинакового размера и разных по цвету (синего, красного, зелёного). Синий блок (Европейский мир) — слева, красный (Евроазиатский мир) — справа, зелёный (Мусульманский мир) — снизу. Сверху изображения полукругом размещено название партии — партия государственного нейтралитета Украины. В названии все буквы одинаковы по размеру и цвету (чёрный);
- флаг — прямоугольное полотнище белого цвета с соотношением ширины флага к его длине 2:3. На флаге размещено изображение в форме овала, как и в случае с распознавательным знаком. Обратная сторона флага — зеркальное отображение лицевой стороны[6].